# Проєкт Венера

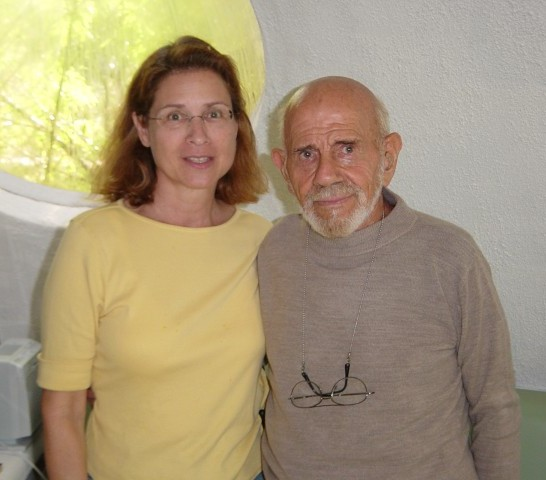
Роксана Медоуз і Жак Фреско — засновники проєкту Венера

Проєкт Венера (англ. The Venus Project) — міжнародна організація, створена Жаком Фреско разом із Роксаною Медоуз, що займається реалізацією проєкту. Декларується, що метою проєкту є досягнення мирної, стійкої глобальної цивілізації, що постійно та стабільно розвивається, через перехід до всесвітньої ресурсо-орієнтованої економіки, загальної автоматизації, впровадження наукових досягнень в усі галузі життя людини та застосування наукової методології прийняття рішень.

## Історія
За розповіддю Фреско, він розпочав зі створення соціокібернетики близько 1975 року, яка еволюціонувала в «Проєкт Венера». Назва проєкту походить від англомовної назви міста Venus (Вінус, штат Флорида, в перекладі означає «Венера»), де розташовано дослідницький центр проєкту.
Ідеї Проєкту Венера викладено в декількох книгах і фільмах, у численних інтервʼю, створено відповідну міжнародну організацію.
У багатьох країнах були створені локальні громадські відділення, які керуються, підтримуються і розвиваються волонтерами «Проєкту Венера». На території країн СНД локальна громадська організація отримала назву «Проєктування майбутнього». Крім цього, на підтримку проєкту діє міжнародна лінгвістична команда, добровільно займається перекладом і коректурою матеріалів на максимально можливу кількість мов.
Україномовний YouTube канал з документальними фільмами, інтерв'ю та лекціями був створений у 2020 році і розвивається по схемі краудфандингу .

## Основні положення
Жак Фреско вважає, що Проєкт Венера є цілісною соціально-економічною системою, у якій автоматизацію й технології буде розумно інтегровано в усі суспільні сфери з метою підвищення рівня життя, а не отримання прибутку. Він повинен перестати бути основним критерієм під час вибору рішень. Також у рамках проєкту пропонується сукупність цінностей людського існування. Фреско вважає їх цілком практичними й можливими для реалізації.
Дотримуючись інтегрального підходу до проблем, Фреско вважає, що реалізація меншого, аніж описано в «Цілях і Пропозиціях», приведе людство лише до повторення раніше скоєних помилок, тільки в більшому масштабі.
Передбачається, що реалізація проєкту дасть суспільству широкий вибір можливостей, які приведуть до нової епохи миру та сталого розвитку. Запровадження ресурсо-орієнтованої економіки, спрямованої на добробут усього людства, має викорінити злочинність, злидні, голод, вирішити проблеми безхатченків і безліч інших наболілих питань, які сьогодні актуальні в усьому світі.
Більшість проблем у сучасному суспільстві учасники Проєкту Венера вважають наслідком умов життя у грошовому середовищі. Наприклад, вони вважають, що автоматизація замінює ручну працю машинною, що в ситуації грошових відносин призводить до зниження купівельної спроможності безробітних людей.

## Цілі проєкту
На офіційному сайті декларуються такі цілі:
1. Всесвітнє визнання природних ресурсів Землі надбанням усього людства.
2. Скасування штучних меж, що розділяють людей.
3. Перехід від грошово орієнтованих національних економік окремих країн до всесвітньої ресурсо-орієнтованої економіки.
4. Стабілізація чисельності населення світу через підвищення рівня освіти та добровільного контролю за народжуваністю.
5. Відновлення навколишнього середовища.
6. Реконструкція міст, транспортних систем, сільськогосподарських і промислових підприємств на енергоощадні, екологічно чисті, здатні задовольнити потреби всіх людей.
7. Поступова повна відмова від таких форм управління як корпорації та уряди (місцеві, національні або транснаціональні).
8. Взаємообмін технологіями та використання їх на добробут усіх народів.
9. Розробка та використання чистих відновлюваних джерел енергії.
10. Виготовлення продукції тільки найвищої якості для всіх людей у світі.
11. Попереднє проведення досліджень будь-яких великих проєктів із будівництва на предмет можливих наслідків упливу на навколишнє середовище.
12. Заохочення творчого потенціалу та творчого початку людини в усіх його проявах.
13. Позбавлення пережитків минулого (націоналізм, фанатизм) й забобонів шляхом підвищення рівня освіти населення Землі.
14. Усунення будь-яких видів елітаризму, включаючи технічний.
15. Розробка методологій за допомогою наукових досліджень, а не випадкових думок.
16. Створення нової мови спілкування на основі зближення її з навколишнім світом.
17. Забезпечення людей не тільки всім необхідним для життя, а й виховання індивідуальності за допомогою завдань, що стимулюють людський розум.
18. Інтелектуальна та емоційна підготовка людей до майбутніх змін.

## План дій
Активісти проєкту усвідомлюють, що темпи здійснення планів залежать від фінансових ресурсів, особливо на ранніх стадіях реалізації проєкту, і від числа людей, яких проєкт зацікавить. Передбачається, що зростання числа прихильників дозволить перейти до нової суспільної моделі не революційним, а еволюційним шляхом.

### Перший етап
Перший етап зводиться до інформування громадськості про Проєкт Венера. Його вже частково реалізовано. Для інформування про проєкт були випущені відеозаписи, брошури, книгу «Найкраще, що не купиш за гроші» (англ. The Best That Money Can't Buy). Надається можливість безкоштовного онлайн навчання. Міжнародна команда перекладачів-добровольців на початок 2013 року переклала основний сайт на 13 мов. Деякі матеріали, наприклад, фільм «Рай або Забуття», уже перекладено більш ніж на 30 мов.
Жак Фреско й Роксана Медоуз у рамках презентації проєкту завершили будівництво дослідницького центру площею 10 гектарів у містечку Венус (Venus), штат Флорида, США. Організовуються регулярні тури для відвідувачів.

### Другий етап
Активісти Проєкту Венера вважають, що в теперішній час (2013) реалізується другий етап проєкту. Передбачається, що буде створено повнометражний художній фільм, який яскраво й наочно повинен буде показати, як працюватимуть запропоновані нововведення в різних сферах по всьому світу, продемонструвати варіант суспільства, у якому людина, природа й технології співіснують і розвиваються в стані постійної, сталої, динамічної рівноваги.
Фільм повинен створювати у глядачів позитивне очікування мирного суспільства майбутнього, у якому всі люди складають одну велику родину на планеті Земля. Фреско стверджує, що фільм буде одночасно як пізнавальним, так і розважальним для дорослих і для дітей.

### Третій етап
Створення експериментального дослідного міста, яке планується побудувати на пожертви, що збираються, і на доходи від продажу раніше зроблених напрацювань.
У місті будуть тестуватися нові технічні та суспільні ідеї, що дасть можливість побачити їх практичне втілення та оцінити їхній уплив на якість життя. У ньому також планується створення тематичного зацікавлювально-пізнавального парку.
Передбачається, що декілька міст стануть частиною перехідного періоду й будуть еволюціонувати від напівкооперувальних грошово-орієнтованих спільнот до ресурсо-орієнтованої економіки.

## Критика
На пропозицію опублікувати конкретні технології, які вже розроблено в рамках Проєкту Венера, Жак Фреско відмовлявся це робити, мотивуючи потенційною можливістю комерціалізації. У результаті поки немає можливості більш детально ознайомитись з проєктом, окрім як за описовою частиною.
Прихильники «Проєкту Венера» стверджують, що він базується на науковій основі. Але через відсутність конкретики пропоновану концепцію вкрай важко фальсифікувати, що виводить її за межі наукової дискусії. Немає даних про незалежні соціологічні, психологічні та економічні дослідження обґрунтованості концепції та наслідків її реалізації.

### Утопічність проєкту
На думку марксистів, Проєкт Венера близький до утопічного соціалізму. Шлях до подолання економічних криз Фреско бачить у знищенні грошової системи. Але Проєкт Венера є не продовженням розвитку сучасного суспільства, а лише пропонованою альтернативою приватній власності на засоби виробництва. Передбачається, що люди повинні просто свідомо його обрати. У цьому суб'єктивному підході марксисти вбачають утопізм даного соціального проєкту. Фреско не пропонує варіанти виходу з кризи, він лише вважає, що після реалізації проєкту Венера криз не буде.